# Raid de Jebediah Preble
 (août 2022).
Si vous disposez d'ouvrages ou d'articles de référence ou si vous connaissez des sites web de qualité traitant du thème abordé ici, merci de compléter l'article en donnant les références utiles à sa vérifiabilité et en les liant à la section « Notes et références ».
Le raid de Jebediah Preble est un évènement de la déportation des Acadiens qui eut lieu en avril 1756 en Acadie, où se trouve maintenant la Nouvelle-Écosse. Le capitaine Jebediah Preble attaqua alors la région de Pobomcoup et captura la population acadienne. Jean-Baptiste de Guay Desenclave fut le seul témoin oculaire de cette attaque et réussit à s'enfuir dans le bois.